# Sergei Georgijewitsch Gorschkow

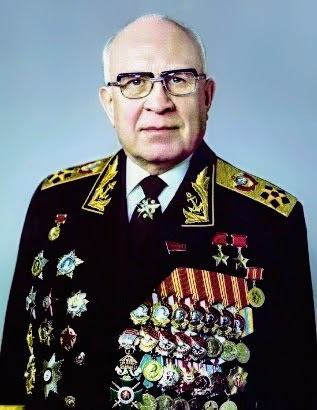
Sergei Georgijewitsch Gorschkow

Sergei Georgijewitsch Gorschkow (russisch Сергей Георгиевич Горшков; wissenschaftliche Transliteration Sergej Georgievič Gorškov, * 13. Februarjul. / 26. Februar 1910greg. in Kamenez-Podolski, Russisches Kaiserreich, heute Kamjanez-Podilskyj, Ukraine; † 13. Mai 1988 in Moskau) war Admiral der Flotte der Sowjetunion.

## Biografie
Sergei Georgijewitsch Gorschkow wurde 1910 als Sohn eines Lehrers geboren. 1927 trat er in die Sowjetische Marine ein und studierte zunächst Physik und Mathematik in Leningrad, wo er auch die Frunse-Marinehochschule absolvierte, bevor er als Offizier ab 1931 zunächst in der Schwarzmeerflotte und dann in der Pazifikflotte Dienst tat.
Bei Ausbruch des Großen Vaterländischen Kriegs 1941 kommandierte er als Konteradmiral die Asow-Flottille. Im Rahmen dieser Tätigkeit lernte er auch den späteren Staats- und Parteichef der Sowjetunion Leonid Breschnew kennen, der in seinen Erinnerungen berichtet, dass seine Einheit von Gorschkows Schiffen aus der deutschen Umzingelung gerettet worden sei. Später kommandierte Gorschkow die Donauflottille, bis er wegen Meinungsverschiedenheiten mit dem Oberbefehlshaber der 3. Ukrainischen Front, Marschall Fjodor Tolbuchin, sein Kommando verlor.
Unter Nikita Chruschtschow stieg Gorschkow 1955 zunächst zum Ersten Stellvertretenden Oberbefehlshaber der Sowjetischen Marine auf, im Januar 1956 wurde er dann zum Nachfolger des Oberbefehlshabers der Sowjetischen Marine, Nikolai Gerassimowitsch Kusnezow, und zum Ersten Stellvertreter des Verteidigungsministers der Sowjetunion ernannt.
Im gleichen Jahr wurde Gorschkow, der 1942 in die kommunistische Partei eingetreten war, zum Kandidaten des Zentralkomitees der KPdSU, 1961 schließlich zum Vollmitglied des ZK gewählt. 1967 wurde er zum Flottenadmiral der Sowjetunion befördert, dem maritimen Äquivalent zum Marschall der Sowjetunion.

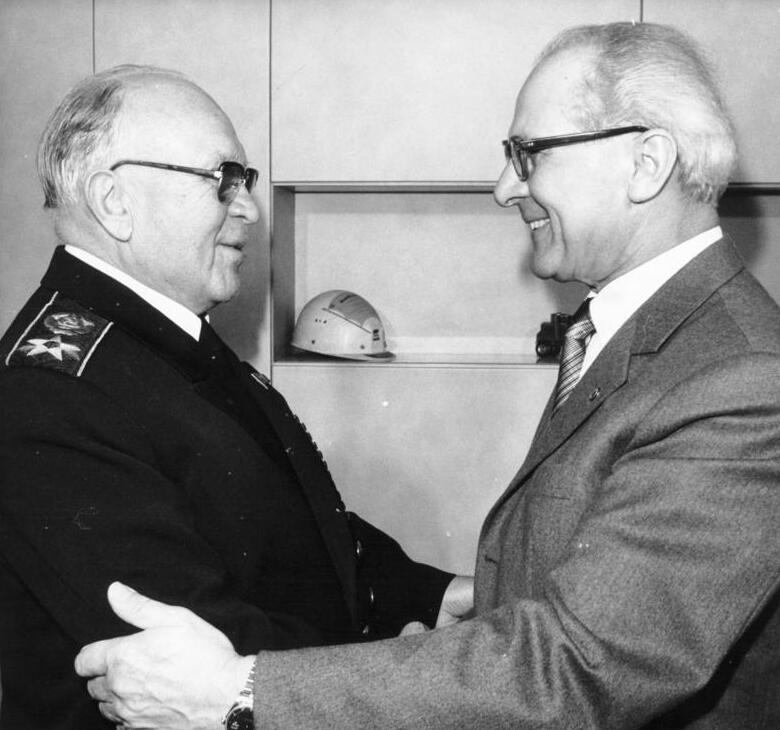
Gorschkow wird von Erich Honecker empfangen (1980)

Als Oberbefehlshaber konnte er Chruschtschow von der Notwendigkeit überzeugen, die sowjetische Marine von einer Küstenverteidigungs- zu einer „globalen“ Flotte umzuwandeln, die in der Lage wäre, die sowjetischen Interessen weltweit durchzusetzen. Bis 1985 hatte sich unter anderem deshalb das Verteidigungsbudget der Sowjetunion auf 40 % des Gesamthaushaltes aufgebläht, was Michail Gorbatschow dazu veranlasste, Gorschkow zu entlassen und durch Admiral Wladimir Tschernawin zu ersetzen, der seit 1982 als Stabschef fungiert hatte.
Gorschkow starb am 13. Mai 1988 in Moskau.
Aufgrund seines Engagements wurde Gorschkow als „Vater der sowjetischen Atom-U-Boote“ oder auch „Vater der sowjetischen Hochseeflotte“ angesehen, dessen Bedeutung einem „Mahan der Sowjetunion“ gleichkommt.
Der 1996 außer Dienst gestellte Flugdeckkreuzer der Kiew-Klasse Admiral Flota Sowjetskowo Sojusa Gorschkow und das Typschiff der Fregatten der Admiral-Gorschkow-Klasse wurden nach ihm benannt.

## Werke
- Marine als Staatsmacht. 1976 (deutsch: Seemacht Sowjetunion. 1978).
- Die Entwicklung der Seekriegskunst.
- Flotten in Krieg und Frieden.

## Auszeichnungen

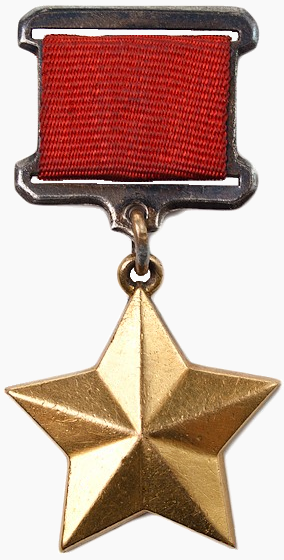
Orden Held der Sowjetunion

- zweimaliger Held der Sowjetunion 1965, 1982
- 7 Leninorden 1953, 1960, 1963, 1965, 1970, 1978, 1982
- 3 Rotbannerorden
- Kutusoworden 1. Klasse
- Uschakoworden 1. Klasse
- Uschakoworden 2. Klasse
- Roter Stern
- Vaterländischer Verdienstorden der DDR in Gold (1970)[2]

## Belege und Quellen
1. ↑  Scott, David: India’s “Grand Strategy” for the Indian Ocean: Mahanian Visions, Asia-Pacific Review, Vol. 13, No. 2, 2006, S. 103.
2. ↑  Berliner Zeitung, 25. Februar 1970, S. 4.

| Personendaten    | Personendaten                                                     |
| ---------------- | ----------------------------------------------------------------- |
| NAME             | Gorschkow, Sergei Georgijewitsch                                  |
| ALTERNATIVNAMEN  | Горшков, Сергей Георгиевич (russisch); Gorškov, Sergej Georgievič |
| KURZBESCHREIBUNG | sowjetischer Admiral                                              |
| GEBURTSDATUM     | 26. Februar 1910                                                  |
| GEBURTSORT       | Kamjanez-Podilskyj                                                |
| STERBEDATUM      | 13. Mai 1988                                                      |
| STERBEORT        | Moskau                                                            |